# Langensalzwedel
Langensalzwedel è una frazione di 206 abitanti della città tedesca di Tangermünde, nel circondario di Stendal (Sassonia-Anhalt). Già comune autonomo, il 1º gennaio 2010 è stato aggregato a Tangermünde assieme agli altri comuni soppressi di Buch, Bölsdorf, Grobleben, Hämerten, Miltern e Storkau.